# Riu Isis
Isis fou un riu navegable de la costa de la mar Negra entre Acinasis i Mogrus, que desaiguava a no gaire distància de Phasis. Podria ser el modern Tshorok o Çoruh a la frontera entre Geòrgia (Adjària) i Turquia.